# Fladenbach
Fladenbach ist eine Ortschaft der Gemeinde Stanz im Mürztal im Bezirk Bruck-Mürzzuschlag in der Steiermark.

## Einwohner
Die Ortschaft hat 58 Einwohner (Stand 1. Jänner 2025).

## Geschichte
Historisch zählt Fladenbach als ein Ortsteil von Stanz im Mürztal und wird in lokalen Verzeichnissen und kirchlichen Aufzeichnungen unter den Ortsteilen aufgeführt.